# もえ☆スタ
『もえ☆スタ』は、未来少年が発行していた青年向け隔月刊漫画雑誌。2007年4月20日刊行開始。2009年8月20日発売のVol.15を以って休刊。

## 概要
雑誌名は「萌えろ! スターダム」の略。誌面にはイラスト講座を始めビジュアル情報誌的な構成のページも含まれており、いわゆるメディアミックス系漫画雑誌に分類される。
大手取次のトーハン・日販では取り扱っていないことから入荷する書店が限られており、主にコミックとらのあなやメロンブックス等の漫画専門店で販売されていた。
掲載作品の単行本は発売されていないが『ミズブ』など一部の作品は電子書籍で販売されている。

## 主な連載作品

### 漫画
- 天孫降臨（きくらげ）
- メルメル（野々宮ちよ子）
- プチプチ（YU）
- 無限の緋色（白狼）
- ソーディン!（ヤトアキラ）
- ミズブ！（両角潤香）

### 小説
- 僕と天使の通信簿っ☆（作：佐山操/画：夜野みるら）